# 오클랜드시티

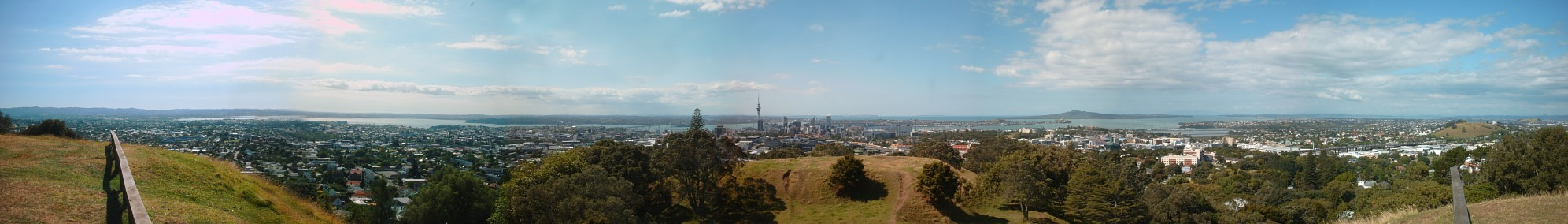
마운트 이든에서 바라본 시가전경

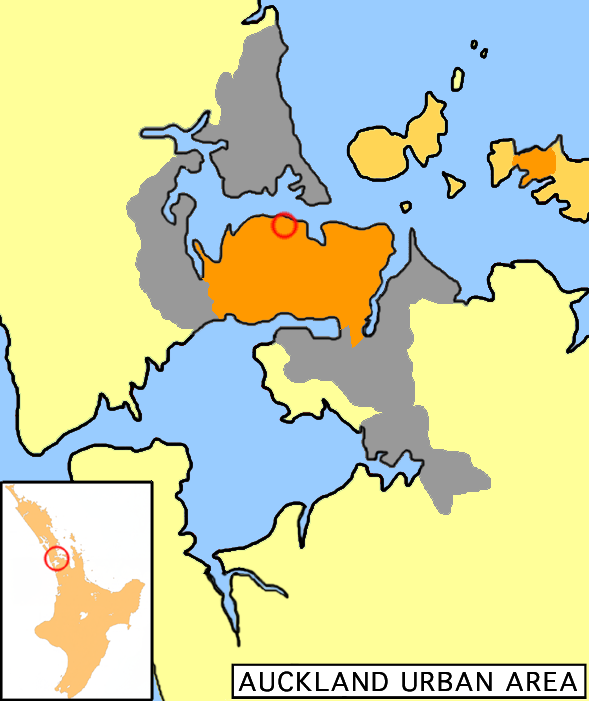
오클랜드 시(주황색). 오클랜드 중심과 하우라키 만의 섬들을 포함한다.

오클랜드시티(영어: Auckland City)는 뉴질랜드 북섬에 있는 오클랜드의 중심 도시 지역과 하우라키 만의 섬들을 포함하는 지역이다. 오클랜드 시티는 총 인구 438,100(2008년 6월)명으로 뉴질랜드에서 가장 인구가 많은 지역이다. 2009년에는 <Mercer>의 연간 설문조사에서 세계에서 가장 살기 좋은 도시중 4위로 뽑혔다.
오클랜드 시는 근처의 도시들과 함께 주로 더 큰 단위인 '그레이터' 오클랜드 지역을 이룬다. '오클랜드'라는 단어가 이 지방 자치단체를 뜻할 수도 있고 더 넓은 단위의 오클랜드 광역권, 혹은 오클랜드 행정 구역 전체를 뜻할 수도 있기 때문에 외국인들은 이를 한번에 구별해 내기 어렵다.
뉴질랜드의 소매, 금융, 상업의 중심지이며, 많은 시민들은 자기들의 차, 또는 버스, 페리 등과 함께 통근을 하는 편이다. 오클랜드의 큰 관광지들로는 뉴질랜드 전쟁 기념관, 오클랜드 동물원과 오클랜드 시의 경계표가 되는 스카이 타워(1994년에 건설 시작하여 1997년 완공) 등이다. 교육기관으로는 오클랜드 대학교와 오클랜드 공대(AUT)가 있다.
백인 뉴질랜드인들이 도시 인구의 62%, 마오리족이 8%, 남태평양 도서민들이 13%, 아시아인들이 17%를 차지한다.
오클랜드는 뉴질랜드에서 사는 데 가장 값이 비싼 도시이다. 요즘의 주택 경향은 특히, 외곽들과 시내 안에서 전통적 정원 집들의 거주민들을 아파트등지로 옮기는 상태이다.
부산과 자매결연 도시이다.

## 오클랜드 시티의 구역
- 오클랜드 센트럴 (Auckland Central)
- 그래프턴 (Grafton)
- 그레이 린 (Grey Lynn)
- 그린레인 (Greenlane)
- 뉴마켓 (Newmarket)
- 뉴턴 (Newton)
- 단네무라 (Dannemura)
- 레무에라 (Remuera)
- 린필드 (Lynfield)
- 마운트 앨버트 (Mount Albert)
- 마운트 웰링턴 (Mount Wellington)
- 마운트 이든 (Mount Eden)
- 미션 베이 (Mission Bay)
- 에이번데일 (Avondale)
- 엘러슬리 (Ellerslie)
- 엡섬 (Epsom)
- 오네훙아 (Onehunga)
- 오타후후 (Otahuhu)
- 웨스턴 스프링스 (Western Springs)
- 켈스턴 (Kelston)
- 테 아타투 (Te Atatu)
- 티티랑이 (Titirangi)
- 파넬 (Parnell)
- 폰슨비 (Ponsonby)
- 헌베이 (Hearne Bay)

## 자매 도시
- 대한민국 부산광역시
- 오스트레일리아 브리즈번
- 중국 광저우
- 일본 후쿠오카
- 미국 로스앤젤레스
- 독일 함부르크

## 같이 보기
- 오클랜드 (뉴질랜드)
- 오클랜드 지방